# Hoeselt
Hoeselt är en kommun i Belgien.   Den ligger i provinsen Limburg och regionen Flandern, i den östra delen av landet, 80 km öster om huvudstaden Bryssel. Antalet invånare är 9 623. Hoeselt gränsar till Tongeren.
Trakten runt Hoeselt består till största delen av jordbruksmark. Runt Hoeselt är det ganska tätbefolkat, med 230 invånare per kvadratkilometer.